# ニュースリーダー (ニュースグループ)

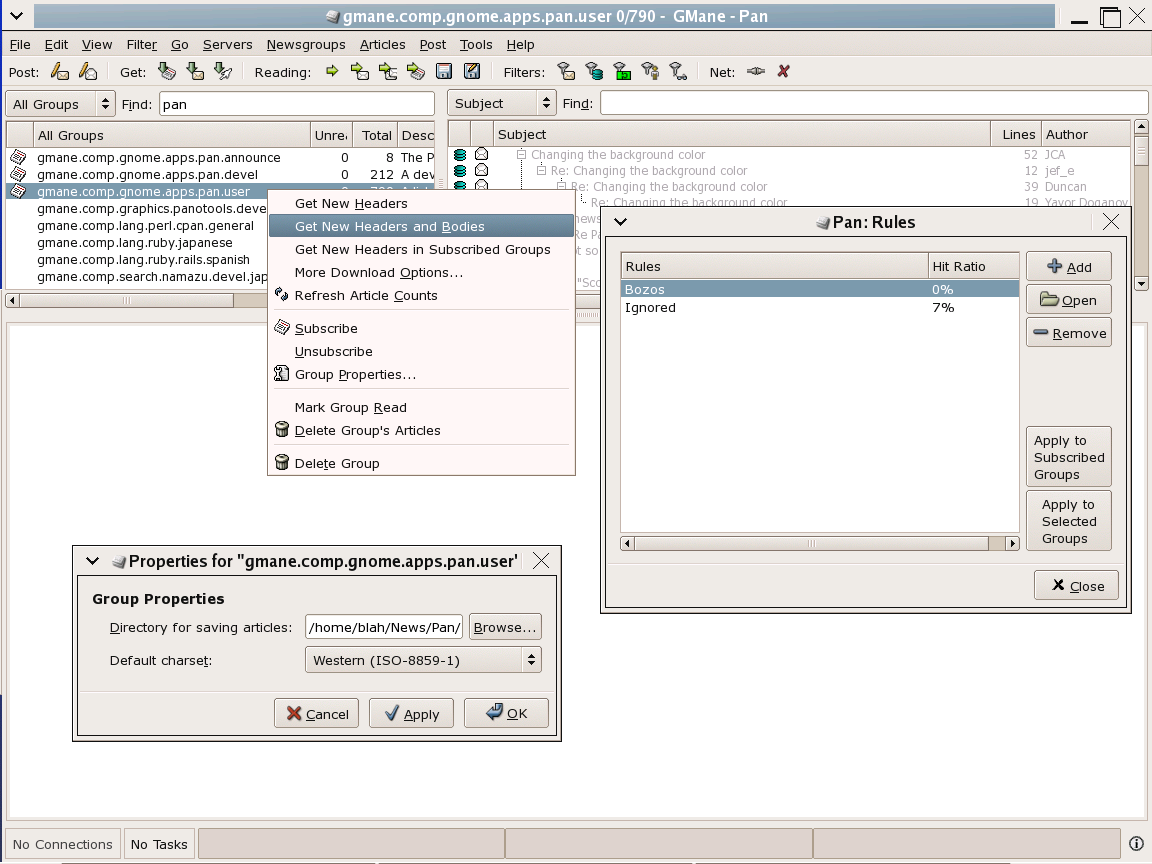
GNOMEのPanニュースリーダー

ニュースリーダー (英: newsreader)は、ニュースグループ全体に配布されるニュースグループ記事を読むためのアプリケーションプログラム。 ニュースリーダーは、Network News Transfer Protocol（NNTP）を介してニュースサーバーに接続し、記事をダウンロードしたり、新しい記事を投稿するためのクライアントとして機能する。 テキストベースの記事に加えて、ニュースグループでは、一般的に専用の「バイナリ」ニュースグループでバイナリファイルを配布するためにも使用される。

ユーザーがネチケットとして知られるニュースグループの確立された規則を順守するのを支援するニュースリーダーは、Good Netkeeping Seal of Approval （GNKSA）によって評価される。

## ニュースリーダーの種類
ニュースリーダーには、ユーザーが必要とするサービスの種類に応じて、いくつかの異なる種類がある。主にディスカッションを目的とするか、alt.binaries階層に投稿されたファイルをダウンロードすることを目的としている。 

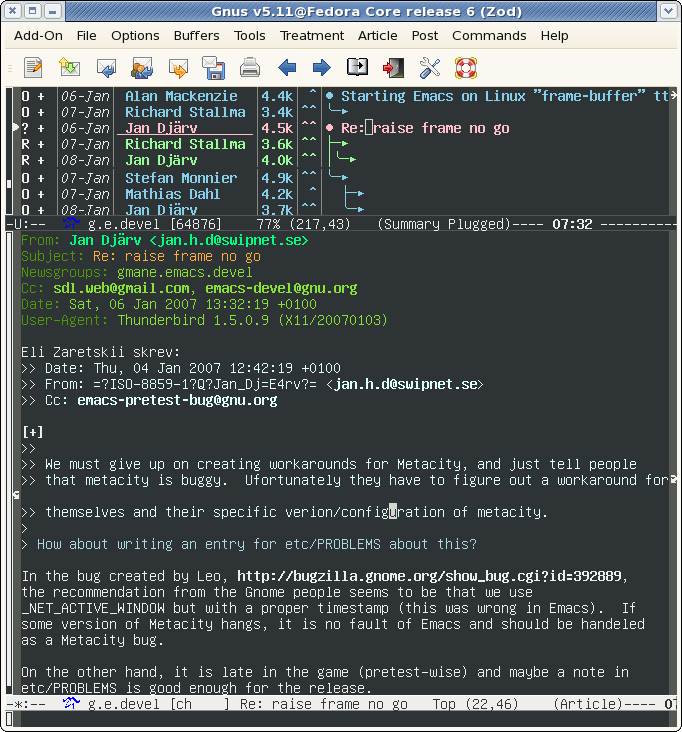
Emacs用のGnusニュースリーダー/メールクライアント

デスクトップニュースリーダー
一般的なGUI環境とうまく統合するように設計されており、多くの場合、 Webブラウザまたは電子メールクライアントと統合されている。
例: Internet Mail and News、Outlook Express、Windows Live Mail、Mozilla Thunderbird、Xnews、Forté Agent、Unison、Newswatcher、Pan
従来のニュースリーダー
主にテキスト投稿を読んだり投稿したりするために設計されている。バイナリ添付ファイルのダウンロード機能は制限されていたり操作が面倒だったりする。
例: Gnus、slrn、nn、tinなどのより専門的なニュースリーダー。
バイナリダウンローダー
ニュースグループは元々、添付ファイル機能のないテキストベースのメッセージングシステムとしてされたが、1980年代と1990年代に一般的であったように、今日の多くのニュースグループユーザーはディスカッショングループに参加せず、音楽、映画、ポルノ、ソフトウェアおよびゲームなどのファイルのダウンロードにのみニュースグループを使用している。したがって、合理化されたクライアントでは、バイナリ記事をすばやく取得できるように最適化されており、ファイルダウンローダーがほとんど使用しないテキストの読み取りや投稿機能は省略されている。